# Gladys
Gladys  è un nome proprio di persona gallese e inglese femminile.

## Varianti
- Gallese: Gwladus[1], Gwladys[1]
- Inglese: Gladis

## Origine
Proviene dal gallese Gwladus, Gwladys, di origine dibattuta; secondo alcune fonti potrebbe trattarsi di un adattamento brittonico del nome Claudia, mentre secondo altre interpretazioni, seppure storicamente usato come variante gallese di Claudia, sarebbe in realtà un nome indipendente, forse derivato da gwlad ("paese", "terra").
Viene occasionalmente accostato, per assonanza, al fiore gladiolo e alla spada romana gladio. Il nome è divenuto popolare al di fuori del Galles dopo che fu usato in un'opera di Ouida del 1870, Puck.

## Onomastico
L'onomastico si festeggia il 29 marzo, in memoria di santa Gladys, regina gallese vissuta agli inizi del VI secolo.

## Persone

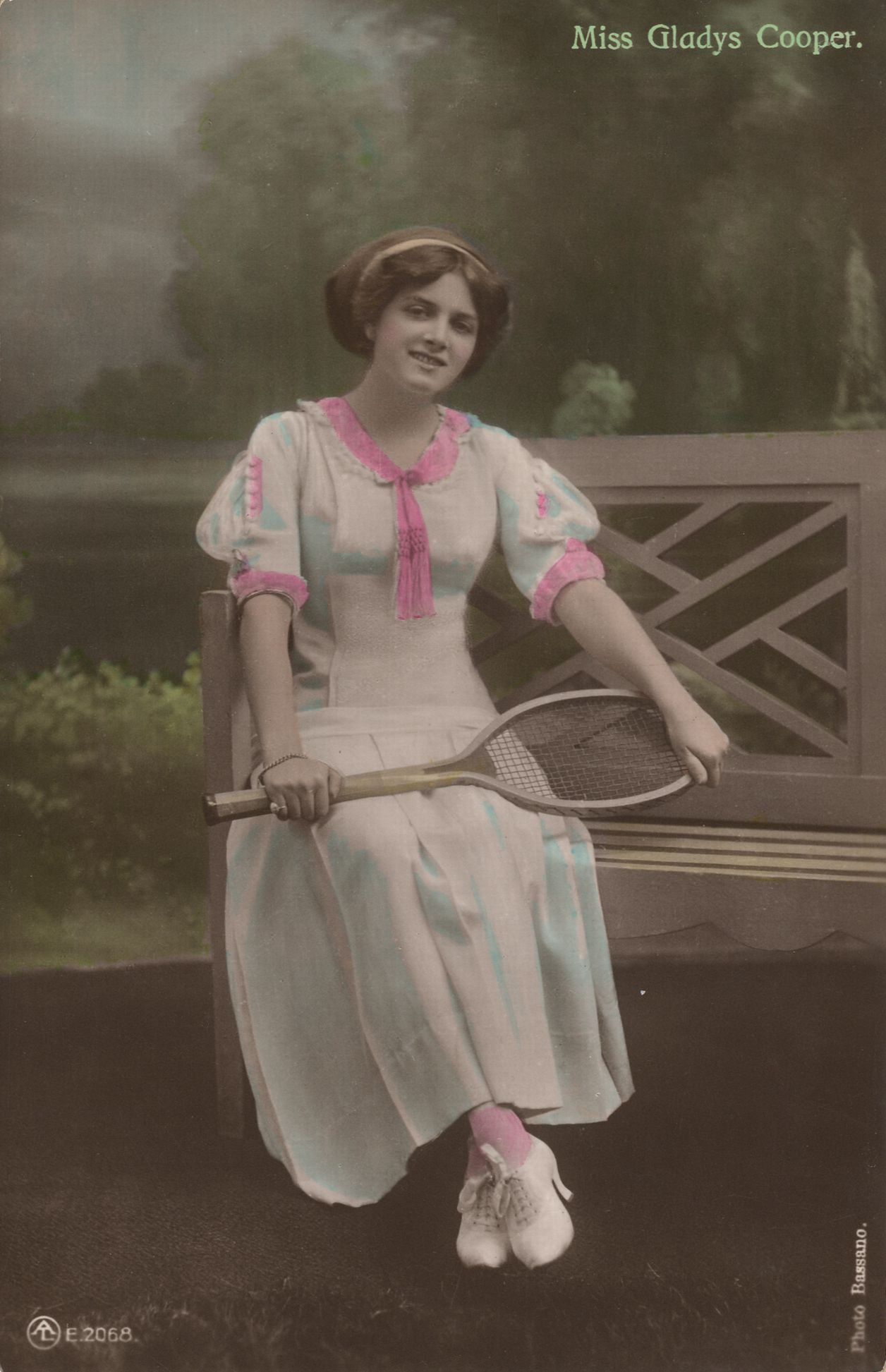
Gladys Cooper

- Gladys ferch Brychan, regina e santa gallese
- Gladys Ascanio, modella venezuelana
- Norma Gladys Cappagli, modella argentina
- Gladys Cherono, atleta keniota
- Gladys Cooper, attrice britannica
- Gladys Davis, schermitrice britannica
- Elizabeth Gladys Dean, vero nome di Millvina Dean, ultima superstite all'affondamento del Titanic
- Gladys Egan, attrice statunitense
- Gladys Feldman, attrice e ballerina statunitense
- Gladys George, attrice teatrale e cinematografica statunitense
- Gladys Hulette, attrice statunitense
- Gladys Knight, cantante statunitense
- Gladys Marín, politica cilena
- Gladys Spellman, politica statunitense
- Gladys Sylvani, attrice britannica
- Gladys Vanderbilt Széchenyi, ereditiera statunitense
- Gladys Zender, modella peruviana

## Il nome nelle arti
- Gladys è un personaggio della serie televisiva Kung-Foot.
- Gladis è un personaggio della serie animata Le tenebrose avventure di Billy e Mandy.
- Gladys Kane è un personaggio del film del 1932 Tre maniere d'amare, diretto da William Beaudine.
- Gladys Kravitz è un personaggio della serie televisiva Vita da strega.
- Gladys Monmouth è personaggio del romanzo di Oscar Wilde Il ritratto di Dorian Gray.
- Gladys Porter è un personaggio della sitcom televisiva  Pete and Gladys.
- Gladys White è un personaggio del romanzo di Arthur Conan Doyle Il mondo perduto.